# 짐 제이콥스
짐 제이콥스(Jim Jacobs, 1942년 10월 7일 ~ )는 미국의 작곡가, 작사가, 리브레토 작가, 연극 배우, 작곡가 겸 작사가이다.
시카고에서 태어났다.

## 영화
- 그리스 (1978년)